# Adrien Mazuel
Adrien Mazuel (* im 16. Jahrhundert; † im 16. oder 17. Jahrhundert; wirksam um 1560) war ein französischer Violinist des Barock. Adrien Mazuel gilt mit seinem Bruder Guillaume als Begründer der Pariser barocken Musikerdynastie Mazuel.
Adrien Mazuels Vater war der Koch Jean Mazuel. Sein Sohn ist der barocke Instrumentalist Jean Mazuel der Ältere. Genaue Lebensdaten von Adrien Mazuel sind nicht bekannt.
1560 gründete er eine Vereinigung von Orchestermusikern in Paris. Mit dieser Vereinigung schloss er 1561 einen zweijährigen Vertrag ab.